# Tupolew Tu-126
Die Tupolew Tu-126 (russisch Туполев Ту-126, NATO-Codename: „Moss“) war ein sowjetisches Frühwarnflugzeug, das auf dem zivilen Passagierflugzeug Tu-114 basierte, welches auf dem strategischen Bomber Tu-95 basierte.

## Geschichte
Die Entwicklung erfolgte ab Januar 1960 unter der Bezeichnung Isdelije (Изделие, Erzeugnis) L im OKB-156 Tupolew und wurde von Nikolai Blazenkow geleitet. Der Erstflug fand 1962 statt und wurde von Iwan Suchomlin durchgeführt. Die ersten Tu-126 wurden 1965 in Dienst gestellt. Die Hauptaufgabe bestand in der Luftraumaufklärung, was mit Hilfe der zum System „Liane“ gehörenden Radarantenne, die sich in einem drehenden Radom befindet, geschah. Gleichzeitig diente dieses Flugzeug als Kommandozentrale. Das Vorgehen der verbündeten Einheiten konnte über diese Kommandostruktur koordiniert werden. Um die Einsatzdauer der Maschinen zu erhöhen, wurden sie mit einem Luftbetankungssystem ausgerüstet. Infolge der enttäuschenden Leistungen des Radars wurde bereits kurz nach der Indienststellung der Tu-126 ein Nachfolgemodell gesucht. Die Entwicklung eines Nachfolgers der Tu-126 begann nach der Forderung der sowjetischen Luftstreitkräfte nach einem geeigneten Trägerflugzeug für das ab 1965 projektierte und ab 1969 entwickelte Radarsystem Schmel (шмель, Hummel). Nachdem sich die bereits im Einsatz stehenden Typen Tu-126 und Tu-142, ein auf der Tu-154 basierendes Projekt und eine Neukonstruktion eines Tu-126-Rumpfes mit überarbeiteten Flügeln mit Jetantrieb unter der Bezeichnung Tu-156 als ungeeignet erwiesen hatten, entschied man sich für eine Verwendung in Kombination mit dem Transportflugzeug Il-76. Da dieses bereits in Serie produziert wurde und somit Zeit und Kosten für eine Neuentwicklung gespart und gleichzeitig die Versorgung mit Ersatzteilen sichergestellt wurde. Daher wurden die bei der 67. selbstständigen Staffel in Šiauliai stationierten acht vorhandenen Exemplare sowie der für Tests verwendete Prototyp nach Indienststellung der Berijew A-50 1984 ausgemustert.

## Radar
Das Liane-Radar trug den NATO-Codenamen „Flap Jack“. Das Radom hatte einen Durchmesser von 10,5 m sowie eine Dicke von rund 2,5 m. Die Sendeantenne rotierte mit 10 Umdrehungen pro Minute und erreichte damit eine Rundumabdeckung von 360°. Liane war ein 2D-Radar und arbeitete im E/F-Band. Für die Flugzeugbesatzung existierte kein radiologischer Schutz, so dass diese einer erheblichen Belastung von Röntgen- und Mikrowellenstrahlung ausgesetzt war. Das Radar hatte gravierende Schwachstellen. So war es infolge von Bodencluttern über Land nahezu unbrauchbar. Weiter erzeugten die vier gewaltigen Turboproptriebwerke mit ihren gegenläufigen Propellern Interferenzen auf dem Radarschirm. Diese Interferenzen machten es nicht möglich, die Tu-126 sinnvoll als Frühwarnflugzeug einzusetzen. Das Radar konnte unter optimalen Bedingungen ein Jagdflugzeug auf eine Distanz von 100 km erfassen. Ein Bomber konnte auf 200–350 km und ein Schiff auf rund 400 km erfasst werden. Dank der hohen Sendeleistung konnte das Radar auch zur elektronischen Kriegsführung eingesetzt werden.

## Technische Daten Tu-126

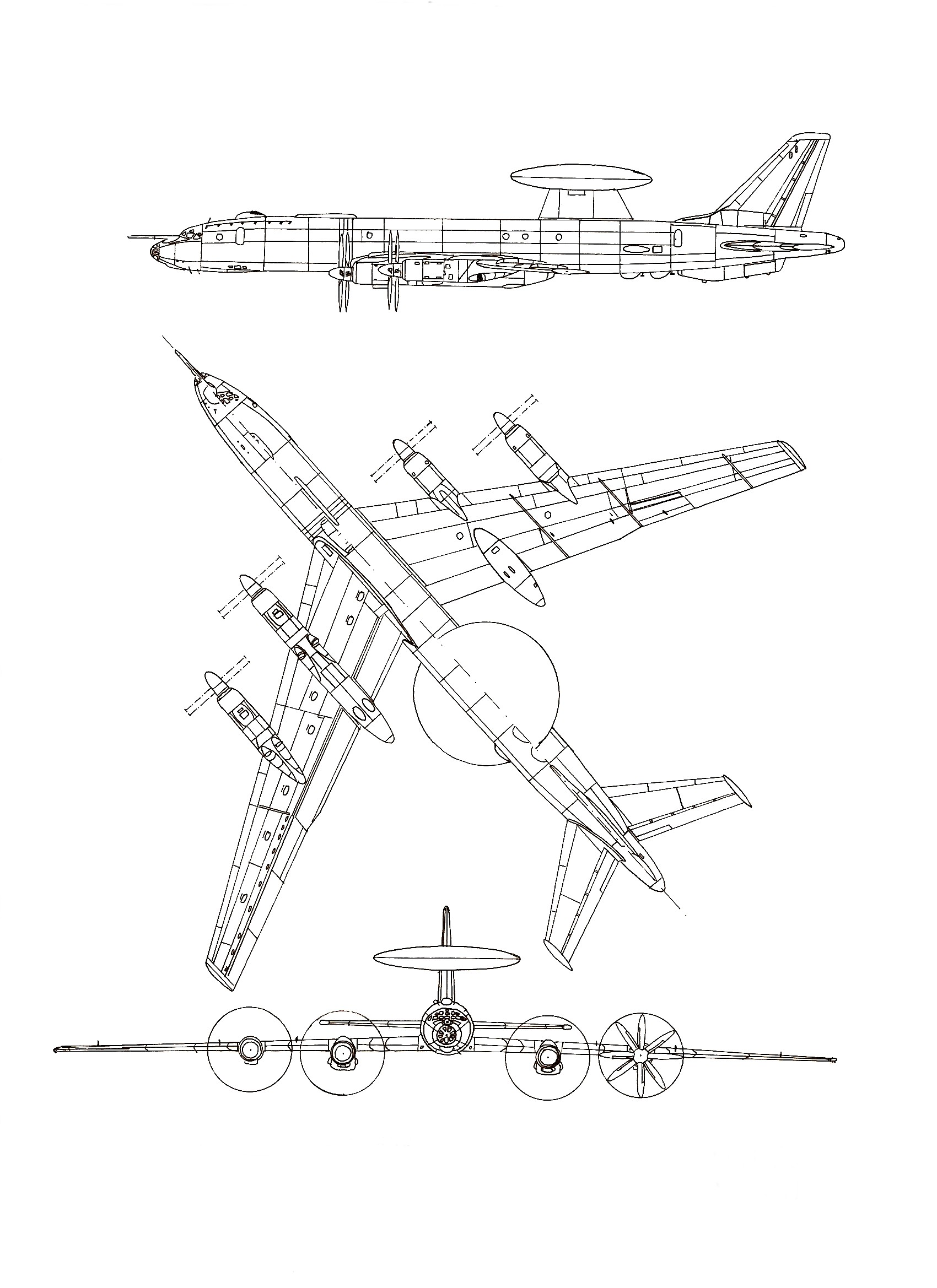
Dreiseitenriss

| Kenngröße                       | Daten                                      |
| ------------------------------- | ------------------------------------------ |
| Länge                           | 57,3 m                                     |
| Spannweite                      | 51,1 m                                     |
| Höhe                            | 16,05 m                                    |
| Flügelfläche                    | 311,1 m²                                   |
| Flügelstreckung                 | 8,4                                        |
| Leermasse                       | 105.000 kg                                 |
| max. Startmasse                 | 175.000 kg                                 |
| Antrieb                         | vier Turboprop-Triebwerke Kusnezow NK-12MW |
| Leistung                        | je 15.005 PS (ca. 11.040 kW)               |
| Geschwindigkeit auf Einsatzhöhe | 850 km/h (ca. 530 mph)                     |
| max. Einsatzflughöhe            | 11.000 m (ca. 36.090 ft)                   |
| Reichweite                      | 12.550 km (ca. 6.780 NM)                   |